# Dobležiče
Dobležiče so naselje v Občini Kozje.